# Township Rollers
Township Rollers is een voetbalclub uit de Botswaanse hoofdstad Gaborone. De club werd opgericht in 1959 en is de meest succesvolle van het land met zestien landstitels.

## Erelijst
Landskampioen
in 1979, 1980, 1982, 1983, 1984, 1985, 1987, 1995, 2005, 2010, 2011, 2014, 2016, 2017, 2018, 2019
Beker van Botswana
winnaar in 1993, 1994, 1996, 2005, 2010
Orange Kabelano Charity Cup
winnaar in 2002, 2004, 2006
Botswana Defence Force XI · 
Botswana Meat Commission · 
ECCO City Greens · 
Extension Gunners · 
FC Satmos · 
Gaborone United · 
Miscellaneous · 
Mochudi Centre Chiefs · 
Mogoditshane Fighters · 
Motlakase Power Dynamos · 
Nico United · 
Notwane FC · 
Police XI · 
TAFIC · 
Township Rollers · 
Uniao Flamengo Santos